# Революційний трибунал (Франція)

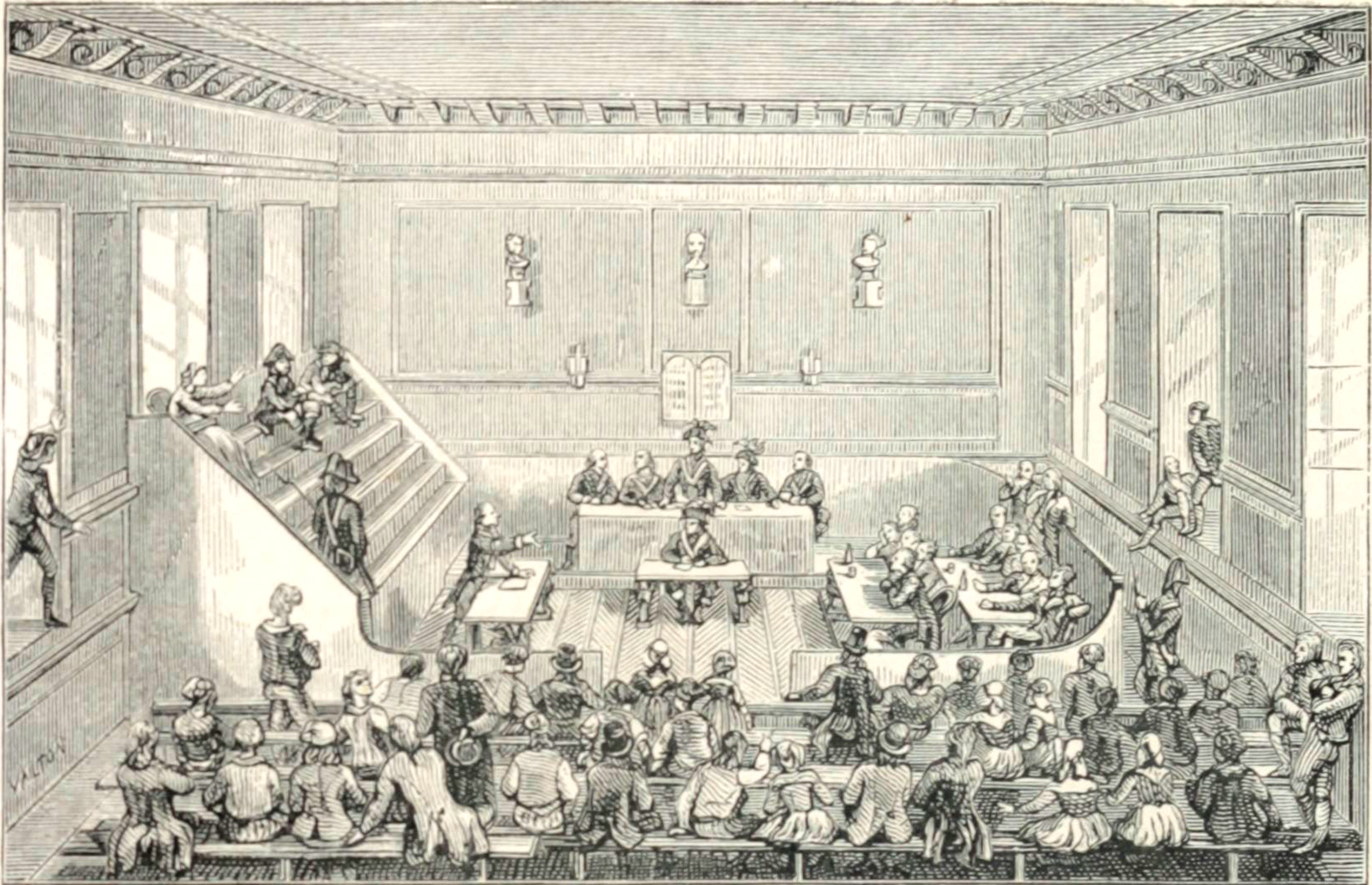
Засідання трибуналу. Гравюра з «Демагогії 1793 року в Парижі» Добана (Г. Плон; 1868)

Революційний трибунал (фр. Tribunal révolutionnaire) — надзвичайний орган, створений у Парижі Національним конвентом під час Французької революції для суду над політичними злочинцями, який згодом став одним із найпотужніших «двигунів» так званої «Епохи терору».
Новини про поразку французів у Бельгії викликали в Парижі народний рух і 10 березня 1793 року, на пропозицію Левассера або Шометта, Конвент проголосив створення надзвичайного кримінального суду, який пізніше, згідно з декретом від 30 жовтня 1793 року, отримав офіційну назву Революційного трибуналу.
Ця інстанція складалася з голови, трьох його заступників («товаришів»), громадського обвинувача та дванадцяти присяжних, всіх їх призначав Конвент; від судів загальної юрисдикції цей орган вирізнявся спрощеними формами судочинства: попереднє розслідування не проводилося, обвинувачених допитували безпосередньо під час засідання, захист, подання апеляцій чи касаційних скарг не допускалися. Першим президентом Революційного трибуналу став Монтане (до 30 липня 1793), віце-президентом — Коффіналь-Дюбай. Громадським обвинувачем при Революційному трибуналі був Фук'є-Тенвіль.
До термідоріанського перевороту (27 липня 1794 року) Революційний трибунал перебував під впливом Робесп'єра. Відповідно до закону від 10 червня 1794 року підсудним заборонялося наймати адвоката, а єдиною мірою покарання, яку суд виносив за політичні злочини, що трактувалися дуже широко, стала страта. За нетривалий термін страчено майже три тисячі людей.
Скасовано 31 травня 1795 року.

## Жертви Революційного трибуналу
За вироком Революційного трибуналу гільйотиновані:
- Шарлотта Корде
- Марія-Антуанетта
- жирондисти (Бріссо, Верньо[fr], Жансонне[en] та інші)
- герцог Орлеанський[fr]
- Жан-Сільвен Байї
- Антуан Барнав
- ебертисти[ru] (Ебер, Анахарсіс Клоотс, Лакруа[fr] та ін.)
- дантоністи[de](Дантон, Демулен, Фабр д'Еглантін, Еро де Сешель[fr] та ін.)
- комп'єнські мучениці